# سيليا بيرتن
سيليا بيرتن (بالفرنسية: Célia Bertin)‏ ولد في 22 أكتوبر 1920 بباريس. كاتبة فرنسية. حصلت على جائزة رينودو الأدبية عام 1953م.